# ディック・ケット
ディック・ケット（Dick Ket、1902年10月10日 - 1940年9月15日）はオランダの画家である。静物画や自画像を描いた。「マジック・リアリズム」の画家の一人とされる。

## 略歴
デン・ヘルダーで生まれた。ホールンやエーデで暮らした後、1922年から1925年までアーネムの美術学校(Kunstoefening) で学んだ。生まれつき悪かった心臓病が悪化し、旅行をすることを避け、1930年から亡くなるまで両親とベンネコムの家に閉じこもって暮らし、友人とは手紙のやり取りをした。書籍などの複製で近代絵画を学び、静物画や自画像を描き続けた。
初期には印象派のスタイルの作品を描いたが、1929年に「新即物主義」の画家たちの作品に影響を受けで、スタイルを変えた。「キュビズム」の絵画を思わせる独特な構成の静物画は、描く対象の配置が気に入るようになるまで何日もかけたとされる。

## 作品

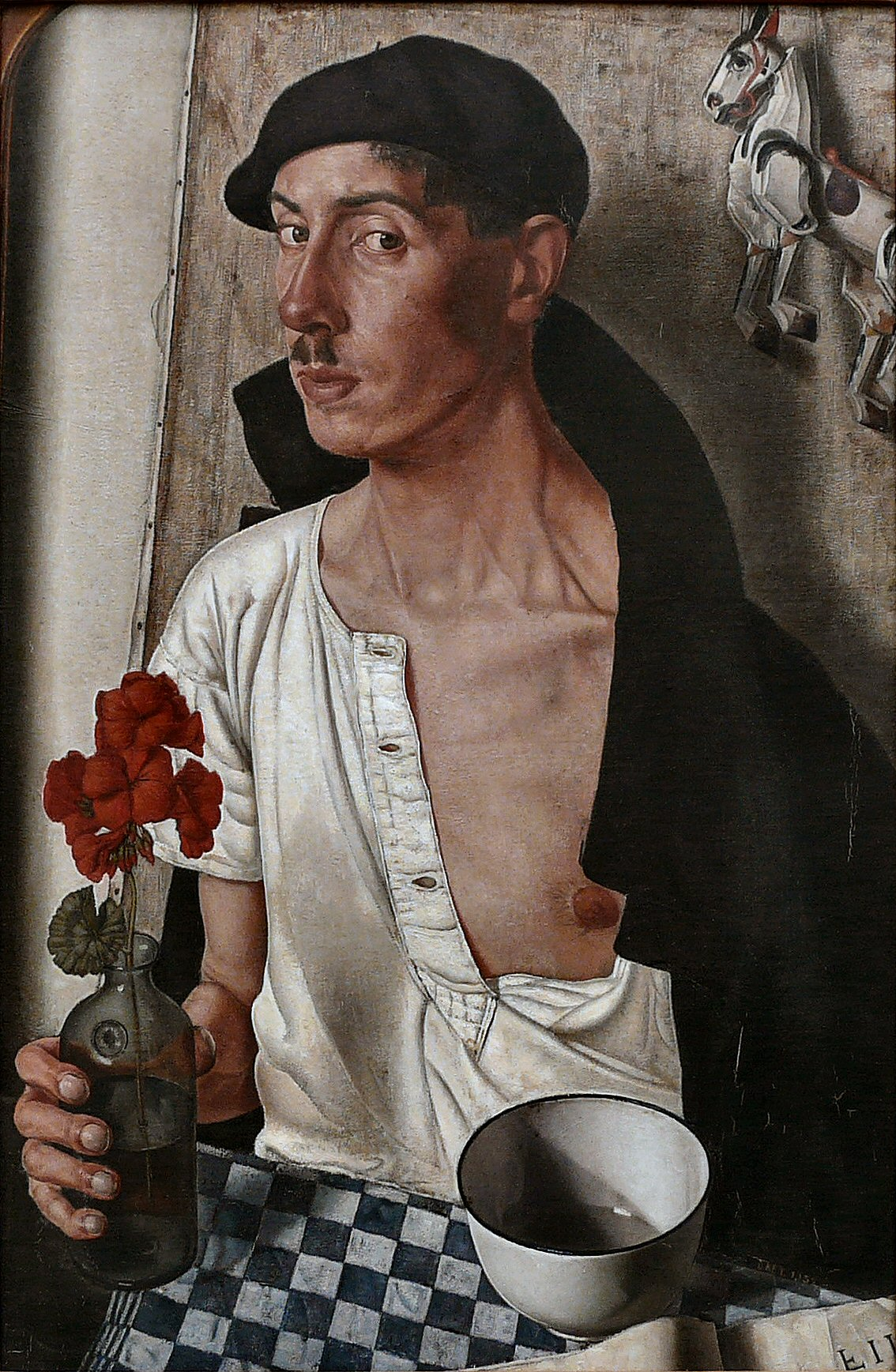
自画像 (1932)
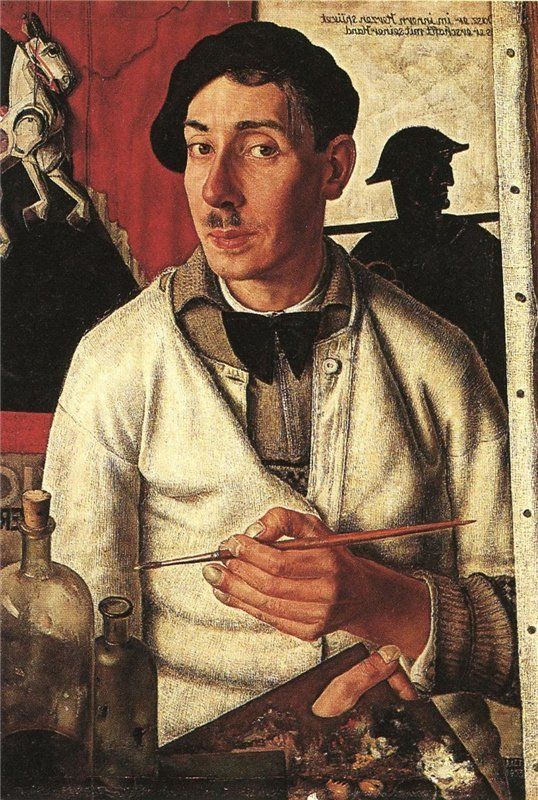
自画像 (1933)
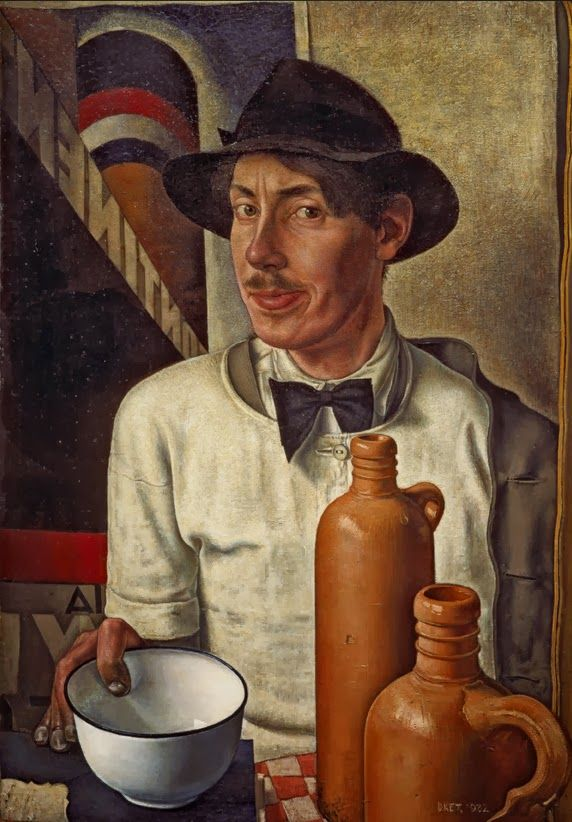
自画像
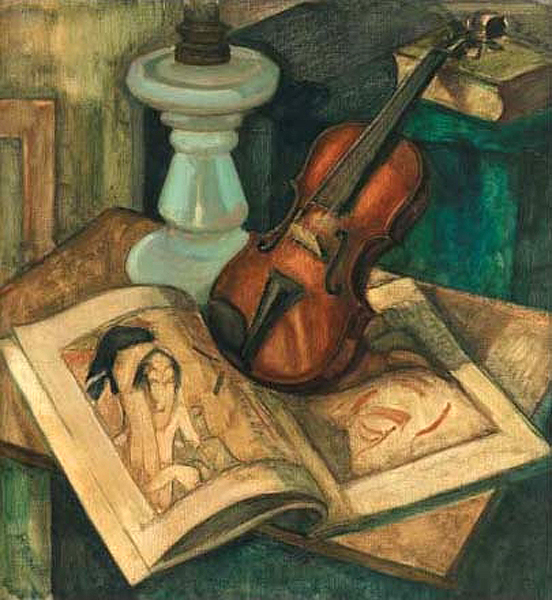
Composition au violon
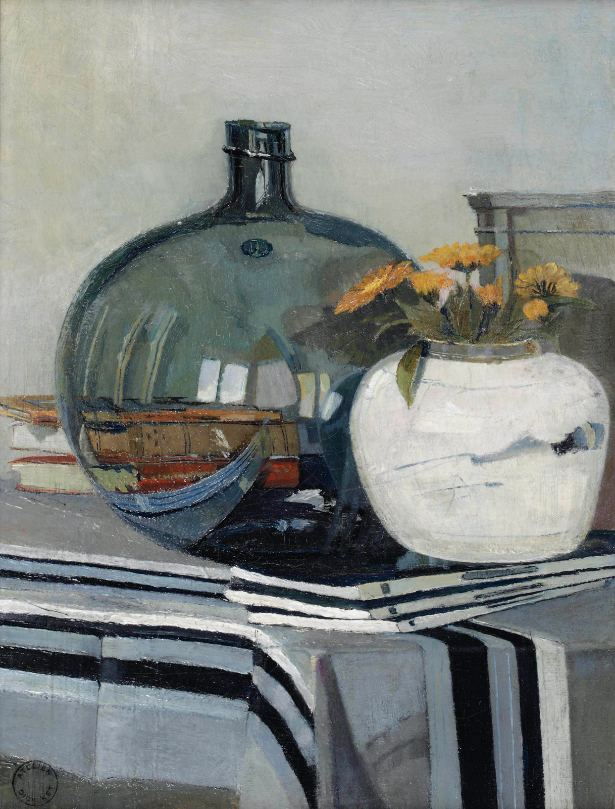
(1925)
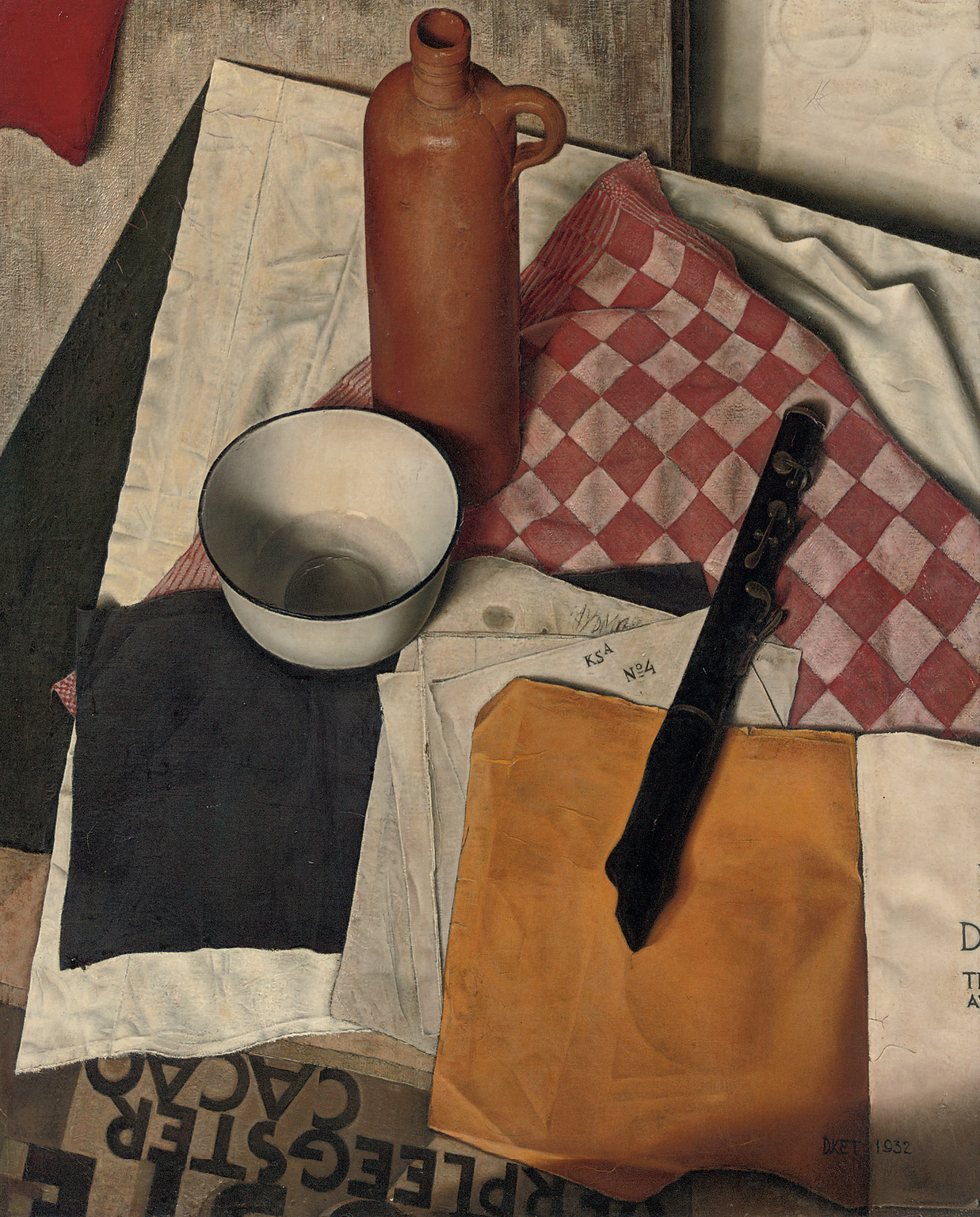
Stilleven met fluit(1932)
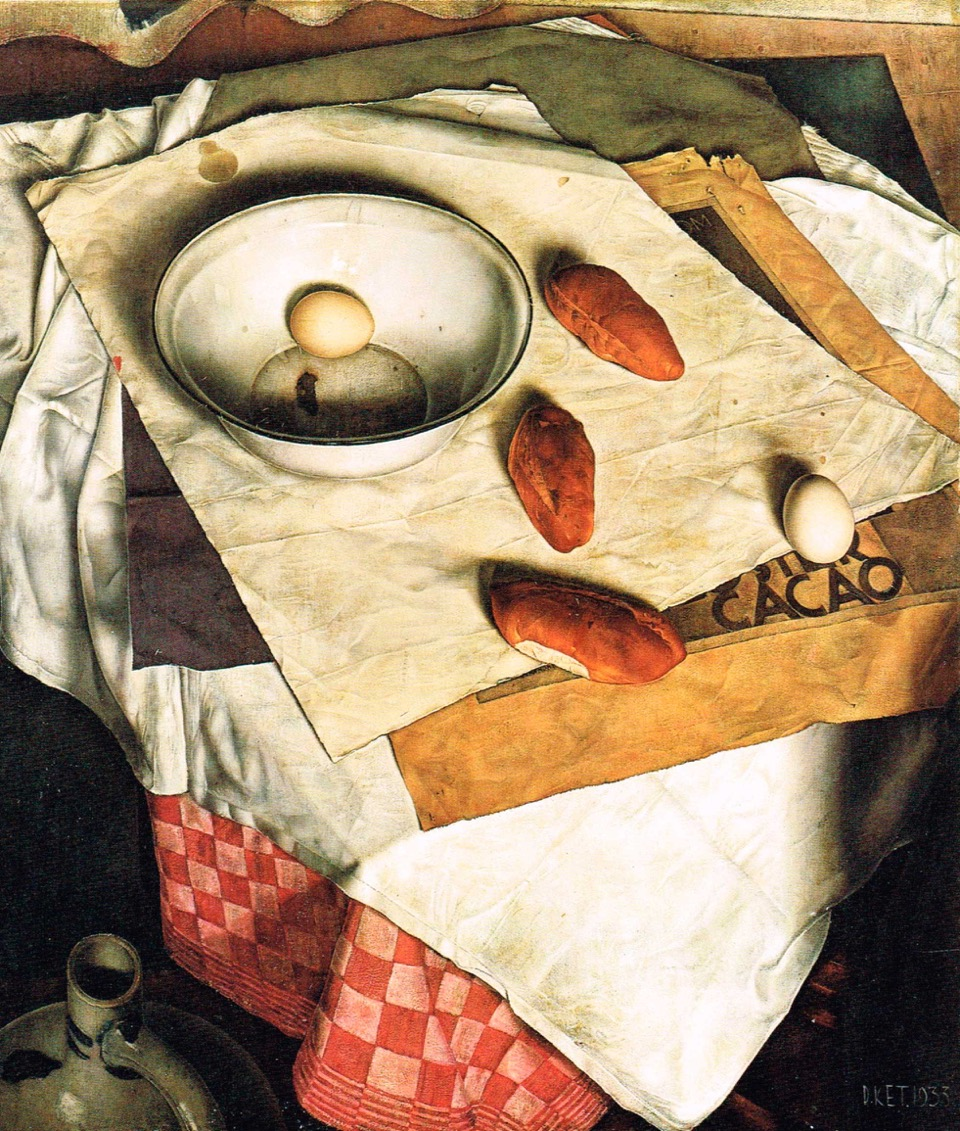
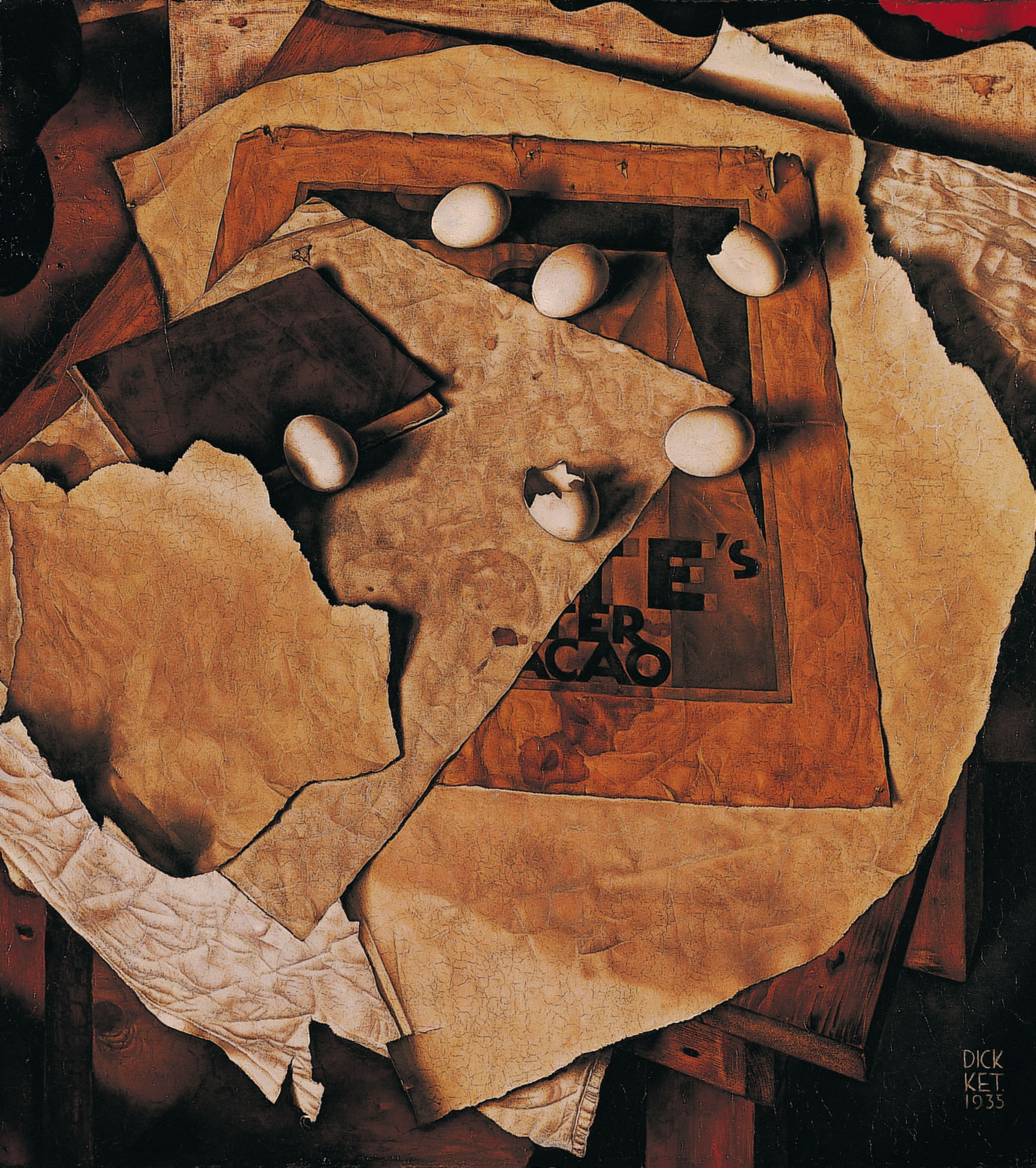

## 関連書籍
- Lock, S., Last, J. M., & Dunea, G. (2001). The Oxford illustrated companion to medicine. Oxford: Oxford University Press. ISBN 0-19-262950-6
- Schmied, Wieland (1978). Neue Sachlichkeit and German Realism of the Twenties. London: Arts Council of Great Britain. ISBN 0-7287-0184-7